# イラクの武装勢力
イラクの武装勢力（イラクのぶそうせいりょく）とは、一般に2003年のアメリカ主導のイラク戦争とその後占領に対して、反米・反占領を掲げてアメリカ軍などイラク駐留軍に対するゲリラ攻撃、サボタージュなどを行った武装組織全般のことを指す。イスラム主義過激派、民族主義者、イラク・バアス党残党、各部族の民兵集団など、宗派・思想を問わず、さまざまな勢力が存在する。

## 主な武装組織の一覧
イラク・バアス党系
- フェダーイーン・サッダーム（英語版）
- アル＝アウダ
- イラクの解放抵抗軍総司令部
- 新アル＝アウダ
- 愛国戦線
- バアス党・愛国メディア機関
- イラク解放のための国民抵抗
- アル＝アブード・ネットワーク

シーア派系
- マフディー軍

スンニ派系
- アンサール・スンナ
- イラク・イスラム軍
- ムジャヒディン軍
- イラクのアルカイダ
- ムジャヒディン評議会
- ISIL
- 1920革命旅団
- イラクのハマス
- イラク・ヒズボラ旅団

クルド人系
- アンサール・イスラム